# 畑英太郎
畑 英太郎（はた えいたろう、旧字体：畑 英太郞、1872年8月28日（明治5年7月25日）- 1930年（昭和5年）5月31日）は、日本陸軍の軍人。最終階級は陸軍大将。従三位勲一等功五級。

## 経歴

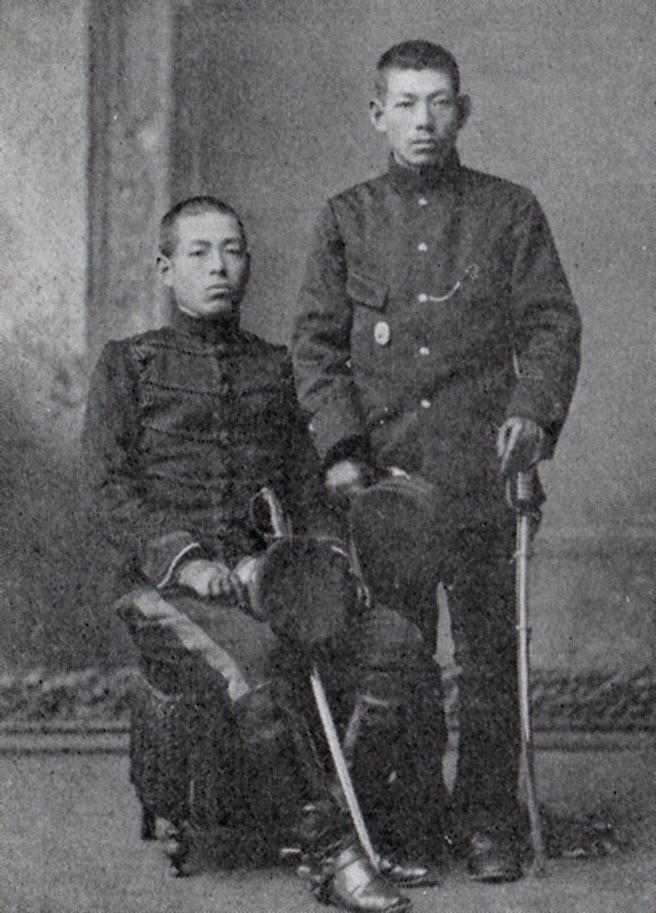
日露戦争出征直前の畑兄弟 左が俊六、右が英太郎

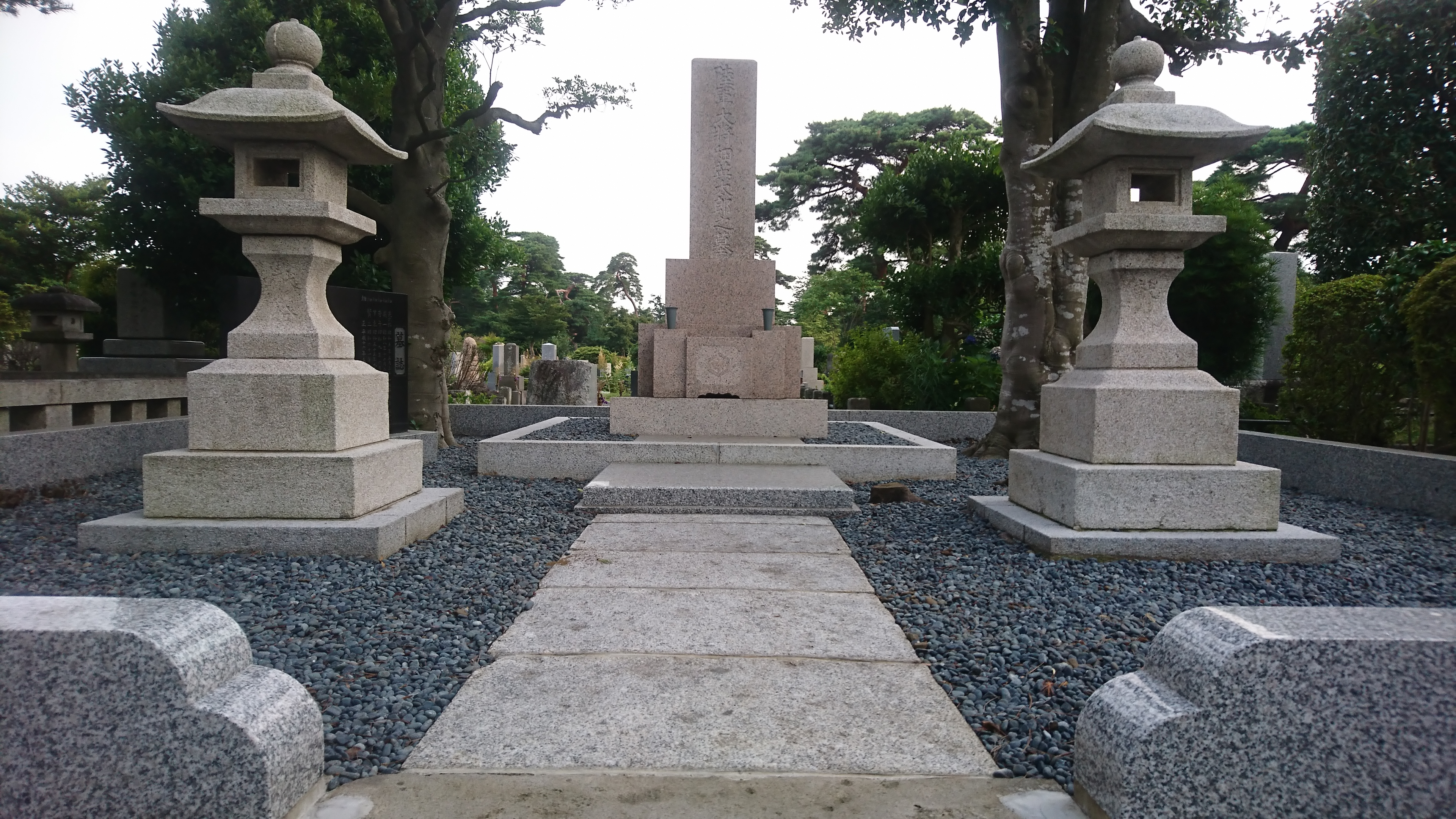
多磨霊園にある、英太郎の墓

福島県出身。会津藩士・警察官、畑能賢の長男として生まれる。東洋英和学校（現：麻布中学校・高等学校の前身に当たる）、三井銀行勤務を経て、陸軍士官学校入校。1896年5月、7期・歩兵科を首席卒業。翌年1月、陸軍少尉任官。1903年11月、陸軍大学校（17期）を優等で卒業した。近衛歩兵第2連隊中隊長を経て、日露戦争には第1軍兵站副官として出征、同兵站参謀、鴨緑江軍兵站参謀、大本営参謀を務める。
参謀本部員、参謀本部付（イギリス差遣）、イギリス大使館付武官補佐官、インド駐剳武官、欧州出張、陸軍省軍務局軍事課員、歩兵第56連隊長、軍事課長などを歴任し、1920年8月、陸軍少将に進級。航空局次長、軍務局長を経て、陸軍中将に進級、陸軍次官、兼軍事調査委員長、第1師団長を歴任した。1929年7月、関東軍司令官となり、張作霖爆殺事件後において畑の手腕が期待されていた。しかし、翌年5月1日、陸軍大将に進級後、現役のまま旅順で死去した。公式には「病死（急性腎臓炎）」と発表されたが、何者かによる毒殺説も存在する。稚松会会員。

## 栄典
位階
- 1899年（明治32年）12月26日 - 従七位[3]
- 1913年（大正2年）3月10日 - 正六位[4]
- 1916年（大正5年）5月1日 - 従五位[5]
- 1920年（大正9年）9月10日 - 正五位[6]
- 1925年（大正14年）1月31日 - 従四位[7]
- 1928年（昭和3年）9月1日 - 正四位[8]

勲章
- 1925年（大正14年）1月27日 - 勲二等瑞宝章[9]
- 1928年（昭和3年）12月28日 - 旭日重光章[10]
- 1930年（昭和5年）5月31日 - 帝都復興記念章[11]

## 親族
- 長男 畑英一（陸軍大尉）
- 弟 畑俊六（元帥陸軍大将）
- 義弟 牛島実常（陸軍中将）